# Coelichneumon albicoxa
Coelichneumon albicoxa là một loài tò vò trong họ Ichneumonidae.